# Minority Report (serie de televisión)
Minority Report es una serie de televisión estadounidense de drama y ciencia ficción para Fox que se estrenó los lunes por la noche durante la temporada 2015-16. La serie es una secuela y una adaptación de la película homónima de 2002 basada en el relato de ciencia ficción de 1956 El informe de la minoría escrito por Philip K. Dick. Fue coproducida por Amblin Entertainment, 20th Century Fox Television (cuyo estudio cinematográfico produjo la película) y Paramount Television. La serie fue estrenada el 21 de septiembre de 2015 y cancelada el 13 de mayo de 2016.

## Sinopsis
Ambientada en 2065 en Washington D. C. (once años después de los acontecimientos de la película de 2002), la serie se centra en Dash (Stark Sands), un Precog, que tiene la capacidad de predecir asesinatos. Por desgracia, la Unidad de Pre-Crimen fue desmantelada en 2054, forzando a la policía a confiar en nuevos métodos para combatir el crimen. Antes de que fuera desmantelada, Dash, su hermano gemelo Arthur (Nick Zano) y su hermana gemela Agatha (Laura Regan) eran parte del programa que les dieron sus poderes. Ahora, Dash hace uso de su capacidad para ayudar a la Detective Lara Vega (Meagan Good) en la prevención de los delitos y al mismo tiempo para la búsqueda de su hermano gemelo perdido, tratando de mantener su don oculto, ya que hay quienes quieren cazar a los precogs a cualquier coste.

## Producción
El 9 de septiembre de 2014, se anunció que Fox había previsto la creación de un episodio piloto para una serie de televisión que fuera la secuela de la película. Max Borenstein escribió el guion y se convirtió en productor ejecutivo junto a Steven Spielberg, Justin Falvey y Darryl Frank. 11 años después de la película, la serie se centra en un Precog varón que se une a una detective para encontrar un sentido a su don especial.
El 13 de febrero de 2015, Daniel London y Li Jun Li se unieron al elenco. El 24 de febrero de 2015, Laura Regan fue presentada como Agatha Lively, en sustitución de Samantha Morton, de quien se dice que le han ofrecido el papel a cambio. En marzo de 2015, Stark Sands y Meagan Good forman parte del elenco con los papeles principales. Sands representará el doble papel de Dash y Arthur, los dos precogs masculinos, y Good el de Lara Vega, una detective atormentada por su pasado, que trabajará con él, con la intención de ayudarle a encontrar un propósito a su don. Li Jun Li protagonizará a Akeela, un inspector en las escenas del crimen, Daniel London repetirá su papel como Wally el cuidador de la película original de 2002 y Wilmer Valderrama como un detective de la policía. El capítulo fue grabado para Fox el 8 de mayo de 2015. El 1 de julio de 2015 se informó de que Nick Zano había sido elegido para interpretar a Arthur, el hermano gemelo de Dash. Originalmente, Sands representaba el doble papel de los dos hermanos (como gemelos idénticos), como en la película original.
El 9 de octubre de 2015, Fox anunció que la serie ordenada fue cortada de 13 episodios a 10.

## Reparto y personajes

### Protagonistas
- Stark Sands interpreta a Dash.
- Meagan Good interpreta a Detective Lara Vega.
- Nick Zano interpreta a  Arthur.
- Laura Regan interpreta a Agatha.
- Wilmer Valderrama interpreta a Will Blake.
- Daniel London interpreta a Wally (El Guardián).
- Li Jun Li interpreta a Akeela.
- Zhane Hall interpreta a Rico.
- Tina Lifford interpreta a Lily.

## Episodios
| N.º (serie) | Título                | Director           | Guionista                        | Estreno original         | Audiencia (en millones) |
| ----------- | --------------------- | ------------------ | -------------------------------- | ------------------------ | ----------------------- |
| 1           | «Pilot»               | Mark Mylod         | Max Borenstein                   | 21 de septiembre de 2015 | 3.10                    |
| 2           | «Mr. Nice Guy»        | Greg Beeman        | Max Borenstein                   | 28 de septiembre de 2015 | 2.70                    |
| 3           | «Hawk-Eye»            | Allan Arkush       | Kevin Falls                      | 5 de octubre de 2015     | 2.07                    |
| 4           | «Fredi»               | Olatunde Osunsanmi | Anna Fricke                      | 12 de octubre de 2015    | 2.05                    |
| 5           | «The Present»         | David Straiton     | Shalisha Francis                 | 19 de octubre de 2015    | 1.82                    |
| 6           | «Fiddler's Neck»      | Nick Hurran        | Matt McGuinness                  | 26 de octubre de 2015    | 1.92                    |
| 7           | «Honor Among Thieves» | Sarah Pia Anderson | Sean Hennen                      | 2 de noviembre de 2015   | 1.75                    |
| 8           | «The American Dream»  | Adam Kane          | Lana Cho                         | 16 de noviembre de 2015  | 1.74                    |
| 9           | «Memento Mori»        | Olatunde Osunsanmi | Max Borenstein y Greg Borenstein | 23 de noviembre de 2015  | 1.52                    |
| 10          | «Everybody Runs»      | Greg Beeman        | Max Borenstein y Kevin Falls     | 30 de noviembre de 2015  | 2.21                    |